# Шнайдер, Кристиан
Кристиан Шнайдер (15 октября 1896, Ширштейн, на Рейне — 31 октября 1962, Женева) — советский разведчик, участник сети резидентур «Красная капелла».

## Биография
По словам Александра Фута это был немецкий еврей. Его родители, Кристиан Шнайдер-старший и Анна Шмидт, приехали из Цюриха. Где жил Шнайдер в 1930 года нейзвестно.
Гражданин Швейцарии, в течение многих лет он работал в Женеве переводчиком при МБТ[что?]. С 1948 года по 1950 год жил в этом же городе на улице Картре.
Выбор Рудольфа Рёсслера на Шнайдера пал потому, что с его помощью можно было передавать информацию в Москву. Сведения из Германии поступали к швейцарцам, которые те сообщали Люси[кому?] для их дальнейшей передачи советской разведке.
В телеграмме от 6 октября 1943 года из Москвы, адресованной швейцарской группе, Директор[кто?] дал понять, что Шнайдер может оказаться полезным и после войны, и что Москва гарантирует ему пожизненное содержание, переводя средства в какой-нибудь европейский или американский банк. По словам Фута, Шнайдер отказался от службы в МБТ[где?], полагаясь на обещания Центра[какого?] выплачивать ему пожизненно пенсию
Вместе с Рашель Дюбендорфер летом 1944 года Кристиан Шнайдер был арестован швейцарскими властями и заключен в тюрьму за участие в работе Красной тройки[чего?]. Однако, уже через месяц он был освобожден. По английским источникам, после своего задержания он дал показания швейцарской полиции.
Шандор Радо платил Шнайдеру за его работу с июня 1942 года по сентябрь 1943 года. После его ареста, Центр[какой?] больше не интересовался Шнайдером и не имел с ним никаких дел.
В 1948 году Шнайдер жил в Париже и работал в Юнеско. Умер в 1962 году 31 октября в Женеве.